# Vídeňská úmluva o občanskoprávní odpovědnosti za jaderné škody
Vídeňská úmluva o občanskoprávní odpovědnosti za jaderné škody je mezinárodní dohoda, která stanovuje minimální výši horní hranice odpovědnosti za škody pro provozovatele jaderných zařízení.
Smlouva byla poprvé uzavřena v roce 1963, v roce 1988 byla upravena (především se zvýšila horní hranice odpovědnosti) a obnovena.